# Tin Machine (album)
Tin Machine is het debuutalbum van de Britse rockgroep Tin Machine, een project van zanger David Bowie, uitgebracht in 1989. De band ontstond nadat Bowie's laatste album Never Let Me Down een artistieke flop bleek. De groep werd opgericht na opnamesessies van Bowie met gitarist Reeves Gabrels. De broers Hunt Sales (drums) en Tony Sales (basgitaar) maakten de band compleet, terwijl het "vijfde lid" Kevin Armstrong slaggitaar speelde. In tegenstelling tot andere bands van Bowie, zoals The Spiders from Mars, opereerde Tin Machine op een democratische manier. "Heaven's in Here" is het eerste nummer dat de groep schreef en opnam, gevolgd door de John Lennon-cover Working Class Hero.
Er werden vier nummers van het album uitgebracht op single. "Under the God" bereikte plaats 51 in Engeland, terwijl de opvolger "Heaven's in Here" de hitlijsten niet haalde. Het titelnummer "Tin Machine" werd uitgebracht met een liveversie van Bob Dylans "Maggie's Farm" en kwam tot positie 48. Tot slot bereikte "Prisoner of Love" plaats 77 in het thuisland van de band.

## Tracklist
LP-versie
1. "Heaven's in Here" (David Bowie) – 6:01
2. "Tin Machine" (Bowie/Reeves Gabrels/Hunt Sales/Tony Sales) – 3:34
3. "Prisoner of Love" (Bowie/Gabrels/H. Sales/T. Sales) – 4:50
4. "Crack City" (Bowie) – 4:36
5. "I Can't Read" (Bowie/Gabrels) – 4:54
6. "Under the God" (Bowie) – 4:06
7. "Amazing" (Bowie/Gabrels) – 3:06
8. "Working Class Hero" (John Lennon) – 4:38
9. "Bus Stop" (Bowie/Gabrels) – 1:41
10. "Pretty Thing" (Bowie) – 4:39
11. "Video Crime" (Bowie/H. Sales/T. Sales) – 3:52
12. "Baby Can Dance" (Bowie) – 4:57

Cd-versie
1. "Heaven's in Here" (Bowie) – 6:01
2. "Tin Machine" (Bowie/Gabrels/H. Sales/T. Sales) – 3:34
3. "Prisoner of Love" (Bowie/Gabrels/H. Sales/T. Sales) – 4:50
4. "Crack City" (Bowie) – 4:36
5. "I Can't Read" (Bowie/Gabrels) – 4:54
6. "Under the God" (Bowie) – 4:06
7. "Amazing" (Bowie/Gabrels) – 3:06
8. "Working Class Hero" (Lennon) – 4:38
9. "Bus Stop" (Bowie/Gabrels) – 1:41
10. "Pretty Thing" (Bowie) – 4:39
11. "Video Crime" (Bowie/H. Sales/T. Sales) – 3:52
12. "Run" (Bowie/Kevin Armstrong) – 3:20
13. "Sacrifice Yourself" (Bowie/H. Sales/T. Sales) – 2:08
14. "Baby Can Dance" (Bowie) – 4:57

## Musici
Producers
- Tin Machine
- Tim Palmer

Muzikanten
- David Bowie: zang, slaggitaar
- Reeves Gabrels: gitaar
- Hunt Sales: drums, achtergrondzang
- Tony Sales: basgitaar, achtergrondzang
- Kevin Armstrong: slaggitaar